# Флаг Текстильщиков
Флаг внутригородского муниципального образования Тексти́льщики в Юго-Восточном административном округе города Москвы Российской Федерации.
Утверждён 6 апреля 2004 года и является официальным символом муниципального образования Текстильщики.

## Описание
Представляет собой двустороннее, прямоугольное полотнище с соотношением сторон 2:3.
Полотнище флага состоит из трёх горизонтальных полос: зелёной, жёлтой и синей. Ширина средней жёлтой полосы составляет 3/8 ширины полотнища, верхняя зелёная и нижняя голубая полосы равновелики.
В центре полотнища, поверх полос, помещено изображение идущего на задних лапах горностаевого льва, с жёлтыми языком, клыками и когтями, держащего в правой поднятой лапе Андреевский флаг на жёлтом древке с таким же навершием. Габаритные размеры изображения составляют 2/5 длины и 15/16 ширины полотнища.
На жёлтой полосе, по бокам изображения льва, помещены изображения красных сквозных ромбов, габаритные размеры которых составляют 1/8 длины и 3/8 ширины полотнища. Центры изображений находятся на расстоянии 3/20 длины полотнища от его боковых краёв.

## Обоснование символики
Жёлтая полоса символизирует основную магистраль муниципального образования Волгоградский проспект, разделяющий его на две равные части.
Зелёный цвет указывает на изначально болотистый характер местности, синий — на наличие прудов и водоёмов.
Горностаевый идущий лев — элемент из родового герба графов Орловых-Чесменских, владевших этими землями. Существовавшее на этой территории селение Садки было переименовано в Чесменку. Это же название получила и построенная много лет спустя железнодорожная станция (с 1925 года — платформа Текстильщики). Приставку «Чесменский» к своей фамилии граф А. Г. Орлов получил за победу в морском сражении при Чесме, где русские корабли под его командованием разбили турецкий флот. Этим объясняется наличие в лапе у льва Андреевского военно-морского флага, напоминающего славную страницу истории русского флота.
Красные сквозные ромбы геральдически символизируют веретена, текстильную промышленность, и указывают на наименование муниципального образования.